# Asemospiza obscura
El semillero oscuro  (Asemospiza obscura), también denominado espiguero pardo (en Argentina, Paraguay y Venezuela), semillerito oscuro (en Ecuador), tordillo pardo (en Venezuela) o semillero pardo (en Perú y Colombia), es una especie de ave paseriforme de la familia Thraupidae, una de las dos pertenecientes al género Asemospiza, antes incluida en el género Tiaris. Es nativa del noroeste y oeste de América del Sur. 

## Distribución y hábitat
Se distribuye principalmente a lo largo de  la cordillera de los Andes y adyacencias, desde el  oeste de Venezuela, por el norte y oeste de Colombia, oeste de Ecuador, Perú ( en ambas pendientes de los Andes), Bolivia, hasta el noroeste de Argentina (Salta), algunas pocas se extienden por la región chaqueña del sureste de Bolivia, oeste de Paraguay, norte de Argentina, hasta el extremo suroeste de Brasil (Mato Grosso do Sul) en los inviernos australes.
Esta especie puede ser poco común a localmente bastante común en sus hábitats naturales: los bordes de bosques y clareras arbustivas, y jardines, en altitudes entre el nivel del mar y por debajo de los 2000 m.

## Sistemática

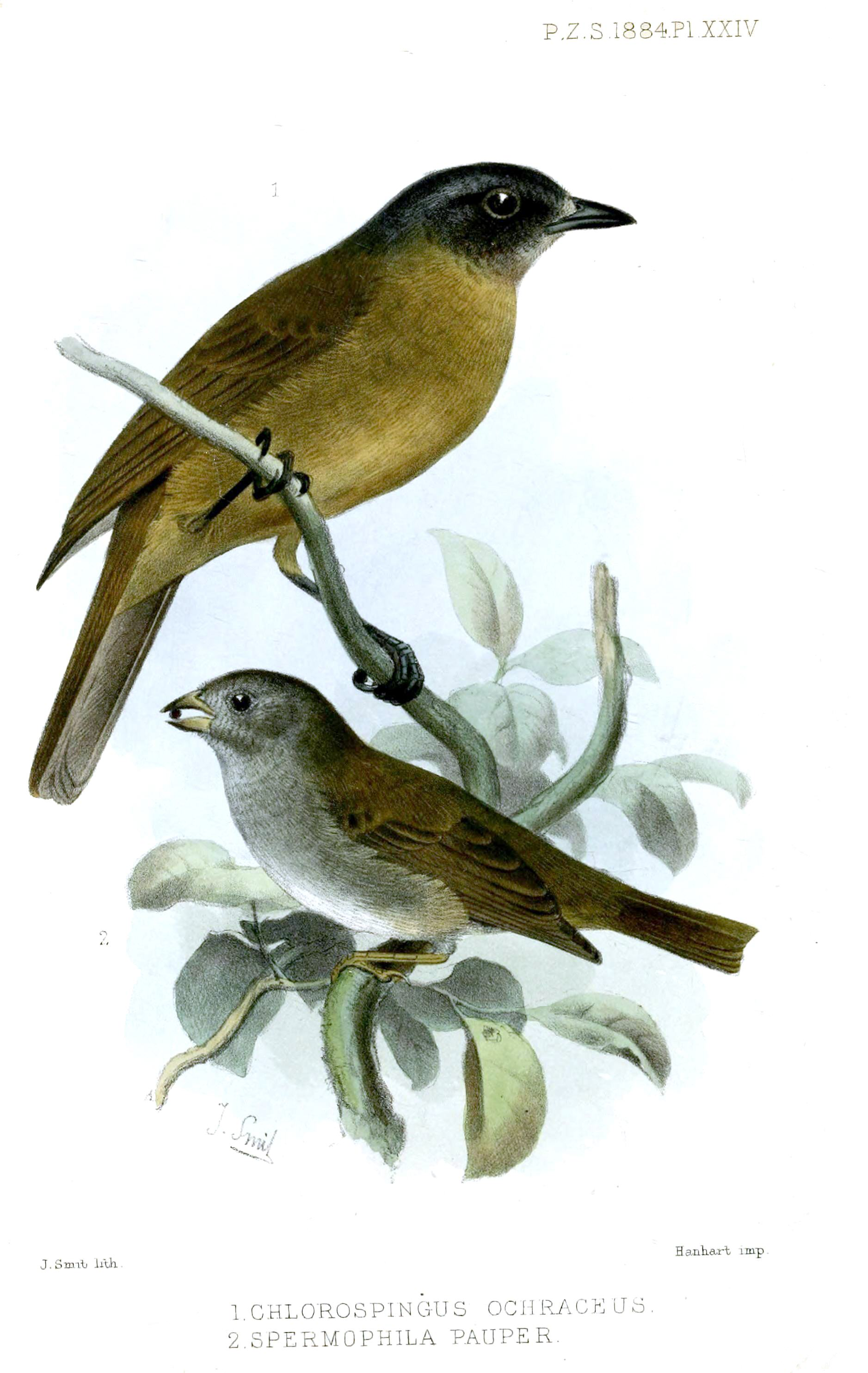
Chlorospingus ochraceus = Sphenopsis ochraceus (arriba) y Spermophila pauper = Asemospiza obscura pauper (abajo), ilustración de Smit en Proceedings of the Zoological Society of London, 1884

### Descripción original
La especie A. obscura fue descrita por primera vez por los ornitólogos franceses Alcide D'Orbigny & Frédéric de Lafresnaye en 1837 bajo el nombre científico Emberiza obscura; su localidad tipo es: «Chiquitos, Bolivia».

### Etimología
El nombre genérico femenino Asemospiza se compone de las palabras del griego «asēmos ἄσηΜος», que significa ‘sin marca", en referencia al plumaje monótono de las especies que lo componen, y «σπιζα spiza», que es el nombre común del ‘pinzón vulgar’ (Fringilla coelebs), vocablo comúnmente utilizado en ornitología cuando se crea un nombre de un ave que es parecida a un pinzón; y el nombre de la especie «obscura» deriva del latín «obscurus» que significa ‘oscuro’.

### Taxonomía
La presente especie y Asemospiza fuliginosa estaban incluidas hasta recientemente en el género Tiaris. Los amplios estudios filogenéticos realizados en los años 2010 confirmaron que eran hermanas y que el par formado por ambas era pariente próximo por un lado de un clado formado por los pinzones de Galápagos (Certhidea, Platyspiza, Camarhynchus y Geospiza, e incluyendo Pinaroloxias), y por el otro del par formado por Melanospiza richardsoni y la especie antes denominada Tiaris bicolor, y distantes de la especie tipo del género, Tiaris olivaceus. Burns et al. (2016) propusieron transferir las especies Tiaris fuliginosus y Tiaris obscurus para un nuevo género Asemospiza, que siendo femenino cambian el epíteto para obscura y fuliginosa. Los cambios taxonómicos fueron aprobados por el Comité de Clasificación de Sudamérica (SACC) en la Propuesta N° 730 parte 4.

### Subespecies
Según las clasificaciones del Congreso Ornitológico Internacional (IOC) y Clements Checklist/eBird v.2019 se reconocen cuatro subespecies, con su correspondiente distribución geográfica:
- Asemospiza obscura haplochroma (Todd), 1912 – noreste de Colombia (Sierra Nevada de Santa Marta) al noroeste de Venezuela.
- Asemospiza obscura pauper (Berlepsch & Taczanowski), 1884 – extremo sur de Colombia (Nariño) hasta Ecuador y noroeste de Perú.
- Asemospiza obscura obscura (d'Orbigny & Lafresnaye), 18137 – pendiente oriental de los Andes desde el centro de Perú, por el oeste de Bolivia hasta el noroeste de Argentina.
- Asemospiza obscura pacifica (Koepcke), 1963 – lomas costeras del oeste de Perú, desde el norte de Lima hasta el norte de Arequipa.